# Тюбберген (община)
Тюбберген (нидерл.  Tubbergen) — община в провинции Оверэйссел (Нидерланды).

## Состав
Община состоит из следующих деревень (в скобках указано население на 2019 год):
- Алберген (3 600)
- Флеринген (885)
- Гестерен (4 280)
- Харле (165)
- Харбринкхук (1 625)
- Хезинген (210)
- Лангевен (1 275)
- Мандер (385)
- Мандервен (620)
- Мариапарохи (245)
- Рётюм (1 215)
- Тюбберген (5 770)
- Вассе (980)

## География
Территория общины занимает 147,44 км². На 1 августа 2020 года в общине проживало 21 271 человек.